# Осталовський потік
Осталовський потік — річка у Перемишлянському районі Львівської області, права притока Гнилої Липи (басейн Дністра).

## Опис
Довжина річки приблизно 6 км. Висота витоку над рівнем моря — 390 м, висота гирла — 262 м, падіння річки — 128 м, похил річки — 21,34 м/км.

## Розташування
Бере початок у лісовому масиві на північно-східній стороні від села Грабник. Тече переважно на південний схід через село Осталовичі і в селі Брюховичі впадає у річку Гнилу Липу, ліву притоку Дністра.